# Шматько Микола Гаврилович

Святогірська Богородиця, Свято-Успенська Святогірська Лавра.

Микола Гаврилович Шматько (17 серпня 1943, Красногорівка, Донецька область — 15 вересня 2020) — український скульптор, художник. Працював разом із двома синами в Україні. Створив понад 750 пам'ятників (барельєфи, горельєфи, скульптури) і близько 500 картин. Авторська колекція, що експонується в галереї «Шматько і сини», налічує понад 70 скульптур з уральського та італійського мармуру і близько 300 картин (живопис, графіка).

## Творчий шлях
Шматько творив понад 30 років, прославляючи образ жінки, матері, краси.
Свого часу він грав на ставки в шахи, давав сеанси одночасної гри. У 1998 році балотувався в депутати Верховної Ради України. Познайомився з мармуром у 33 роки — внаслідок кумедного казусу, коли, помилившись будинком, до нього завітав чоловік і попросив зробити надмогильний барельєф, на що Шматько жартома погодився. Першу роботу — барельєф обличчя — замовила вдова одного з авторитетних за радянських часів керівників міста.
У 1976 році, оскільки діти часто хворіли, сім'я Шматьків переїхала до моря — до Болграду поблизу Ізмаїла, де скульптор жив 13 років.
На початку 1990-х зі своєю сім'єю (дружиною, синами Андрієм і Рафаелем) переїхав із Одеської області на батьківщину дружини — у невелике шахтарське містечко на Луганщині, Красний Луч. Власноруч викопав й облаштував свою першу підземну галерею. 13 років разом із родиною він прожив у підвалі, де створював і зберігав свої роботи. Дахом цього особистого мистецького андеграунду слугували старі чоботи шахтарів, які він використовував замість шифера чи соломи. Вісім років у підземеллі працювала безплатна виставка, яку відвідували поважні вітчизняні та закордонні гості. Через відсутність охорони галерею неодноразово грабували.
У 1994 році робить свою першу спробу взяти участь в українських виставках на День незалежності в Українському домі. Його «відрахували» через відсутність вищої освіти, не дозволивши йому виставити свої скульптури навіть під стінами палацу. Надали місце в парку біля Верховної Ради.
Наприкінці 1990-х Шматько здійснив свою багаторічну мрію — зустрівся з відомою французькою галеристкою і натурницею Діною Верні. З простроченою візою він перетнув на потягу Польщу й Німеччину, а далі доїхав до Парижа велосипедом, ночуючи на вулиці. Діна порадила йому не виїжджати зі своєї країни і збагачувати мистецтвом власний народ.
У 2000 році призначений на посаду професора кафедри художньої творчості і мистецтв Московського інституту світових цивілізацій.
У вересні 2003 року бізнесмен Анатолій Лисенко забрав скульптора до Слов'янська, де відреставрував для нього старовинний двоповерховий особняк у центрі міста. Через рік тодішній голова Луганської ОДА Олександр Єфремов вмовив скульптора повернутись.
У 2004 році Шматькові було доручено створити та втілити в мармурі скульптуру Святогірської Богородиці для Святогірської лаври. Восени, після проведених реставраційних робіт, відбулося відкриття Лаври і встановленої скульптури Богородиці заввишки 4,20 м. Скульптура була висічена з 2 блоків уральського мармуру вагою 40 тонн.
За значний внесок у становлення Православної церкви та створення Святогірської Богородиці нагороджений Блаженнійшим Митрополитом Київським і всієї України Володимиром орденом Нестора Літописця 3 ступеню.
Восени 2005 року відбулося відкриття відбудованої Преображенської церкви в селі Келеберда Полтавської області, де встановлена скульптура «Розп'яття Христа».
У 2007 році нагороджений медаллю «Лоренцо Прекрасний Медічі» за зайняте 4-те місце на Флорентійському Бієналле (італ. Biennale Internazionale dell’Arte Contemporanea). Уперше така висока нагорода дісталась українцеві. Нагородили за три скульптури:  «Лугань», «Білл Ґейтс» і «Поклоніння диску».
Восени 2012  року покинув місто Луганськ на запрошення Віктора Балоги та переїхав з родиною до Мукачева.
Згодом переїхав на Київщину, до Переяслав-Хмельницького.

## Виставки
- 1992 — Луганськ
- 1993 — Київ
- 2000 — Московський інститут світових цивілізацій, Москва
- 2003 — Донецьк
- 2007 — Бієнале 2007, Флоренція, Італія
- 2009 — Бієнале 2009, Флоренція, Італія
- 2012 — Арт-Монако 2012, Монако, Франція

## Твори зберігаються в музеях

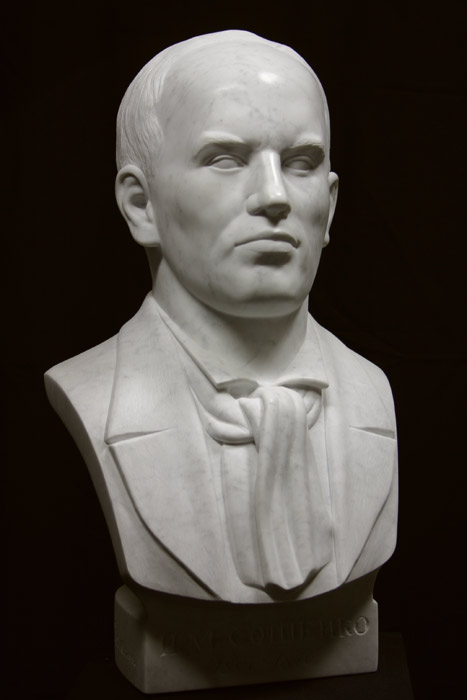
Сошенко Іван Максимович (скульптор Микола Шматько)

- Бюст Івана Сошенко (скульптор Микола Шматько), зберігається в музеї Тараса Григоровича Шевченка  Академії Мистецтв (Санкт-Петербург)[12][13]

### Галерея «Шматько й сини»

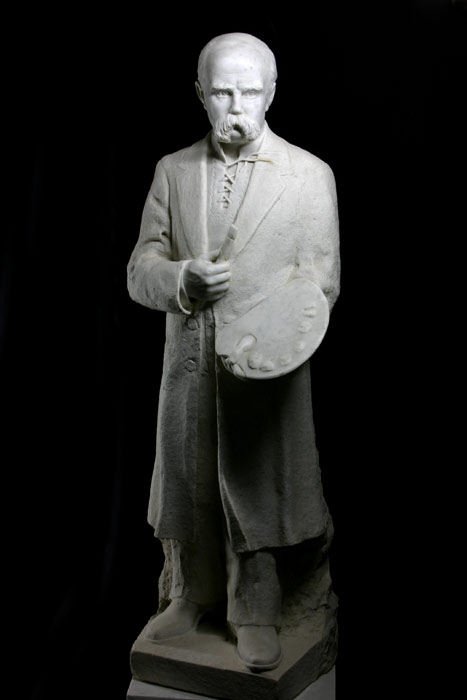
Шевченко Тарас Григорович. Зберігається в Луганському національному університеті імені Тараса Шевченка

- 1985—1991 — Болград, Одеська область
- 1991—2003 — Красний Луч, Луганська область
- 2003—2004 — Слов'янськ, Донецька область
- 2004—2010 — Луганськ